# Colm Tóibín
Colm Tóibín (Enniscorthy, 1955. május 30. –) ír regényíró, novellaíró, esszéíró, újságíró, kritikus, drámaíró és költő.
Első regénye, a The South, 1990-ben jelent meg. A The Blackwater Lightship bekerült a Booker-díjra. A The Mester (Henry James belső életének kitalált változata) a Booker-díj rövid listájára is került, és elnyerte a 2006-os Nemzetközi Dublini Irodalmi Díjat, több ezer eurós fejpénzt biztosítva Toíbínnak, mivel ez a világ egyik leggazdagabb irodalmi díja. A Nora Webster nyerte a Hawthornden-díjat, a The Magician (Thomas Mann fikciós életrajza) pedig a Folio-díjat. Művésztársai beválasztották az Aosdánába, és 2021-ben elnyerte a kétévente megrendezett „UK and Ireland Nobel” David Cohen-díjat.
A Manchesteri Egyetemen Martin Amist követte a kreatív írás professzoraként. 2017–2022 között a Liverpooli Egyetem kancellárja volt. Jelenleg bölcsészprofesszor a manhattani Columbia Egyetemen.

## Korai évek
Tóibín 1955-ben született Enniscorthyban, Wexford megyében, Írország délkeleti részén. Öt gyermek közül ő a negyedik. A Parnell Avenue-n nevelkedett. Szülei Bríd és Michael Tóibín voltak. Egyike a két legfiatalabb gyermeknek a családjában, testvére, Niall mellett.
Nagyapja, Patrick Tobin 1916 áprilisában részt vett a húsvéti felkelésben, majd a walesi Frongochba internálták, míg egy nagybátyja részt vett az IRB-ben az ír polgárháború idején. Az Ír Szabadállam 1922-es megalakulását követően Tóibín családja a Fianna Fáil politikai pártot részesítette előnyben.
Tóibín olyan otthonban nőtt fel, ahol – mondta – „nagy csend” volt. Kilenc éves koráig nem tudott olvasni, és dadogni is kezdett. Nyolcéves korában, 1963-ban édesapja megbetegedett, és édesanyja - két legkisebb fiát egy nagynénjéhez küldte Kildare megyébe - három hónapra, hogy édesapjukat Dublinba vigye orvosi ellátásra; két legkisebb fiának nem telefonált és nem írt, amíg édesapjukat ápolta. Tóibín erre az időre vezeti vissza a dadogását, amely miatt gyakran a saját nevét sem tudta kimondani, és amely egész életében megmaradt. Tóibín apja – aki tanárként dolgozott – 1967-ben halt meg, amikor fia tizenkét éves volt.
Középiskolai tanulmányait a wexfordi St Peter's College-ban végezte, ahol 1970 és 1972 között  bentlakásos iskolába járt. Később arról beszélt, hogy néhány papot vonzónak talált. Fiatalkorában ministrált is.
A University College Dublin-ra (UCD) járt, ahol először 1972-ben vett részt történelem és angol előadásokon, majd 1975-ben BA diplomát szerzett. Gondolkodott azon, hogy köztisztviselő lesz, de nem így döntött. Ehelyett 1975-ben Írországból Barcelonába távozott, és később így nyilatkozott: „1975. szeptember 24-én érkezem. Franco november 20-án meghal”. A város később Tóibín néhány korai művében is szerepelni fog: első regényének, az 1990-es The Southnak két szereplője Barcelonában találkozik. 1990-ben megjelent Homage to Barcelona című non-fiction művének címében is utal a városra.
1978-ban elhagyta Barcelonát, és visszatért Írországba. Elkezdett írni az In Dublin magazin számára.[1] Tóibín 1982-ben lett a Magill[6] havi hírmagazin szerkesztője, és 1985-ig maradt ebben a posztban. Vincent Browne-nal, a Magill ügyvezető igazgatójával folytatott vita miatt távozott. 1997-ben, amikor a The New Yorker felkérte Tóibint, hogy írjon arról, hogy Seamus Heaney Írország elnöke lesz, Tóibín megjegyezte, hogy Heaney népszerűsége túlélheti a „halálos csókot”, azaz Conor Cruise O'Brien támogatását. A New Yorker felhívta telefonon Conor Cruise O'Brient, hogy megerősítse, hogy ez így van, de Ő ezzel nem értett egyet, és a kijelentést nem lehetett megerősíteni.

## Magánélete
Tóibín meleg. Mivel kb. 2012-ben kapcsolatban állt Hedi El Kholtival, a Semiotext(e) irodalmi sajtó szerkesztőjével. Közös otthonuk Los Angeles Highland Park negyedben található. A manhattani székhelyű Morgan Library & Museum kiállításainak kurátoraként dolgozott. A Griffin költészeti díjat és a Giller-díjat is bírálta. Tóibín nem néz televíziót, és a brit parlamenti politikával kapcsolatos tájékozottsága abban foglalható össze, hogy bevallotta, hogy szerinte Ed Balls a Munkáspárt akkori vezetőjének, Ed Milibandnak a beceneve. Érdekli a tenisz, és szabadidejében játszik is; Roger Federerrel találkozva Tóibín megkérdezte, mi a véleménye a második szerváról.
2008-ban családja Enniscorthyban élt, köztük két nővére (Barbara és Nuala) és egy testvére (Brendan).
Tóibín a Southside Dublin City Upper Pembroke Streeten él, ahol alkalmanként barátai – például Tom Murphy drámaíró és Michael Colgan, a Gate Theatre egykori igazgatója – összegyűltek társasági interakcióra és szórakozásra. Tóibín a 2006-os Nemzetközi Dublini Irodalmi Díj pénzdíját egy ház építésére fordította Blackwater közelében, Wexford megyében, ahol gyermekként nyaralt. Megtöltötte ezt a házat műalkotásokkal és drága bútorokkal. Személyes kulcsa van a dublini Fitzwilliam téren található privát parkhoz, amely zárva van a közönség előtt.
2019-ben Tóibín arról beszélt, hogy túlélte a hererákot, amely több szervre is átterjedt, beleértve a tüdőt, a májat és a nyirokcsomót.

## Befolyások
Tóibin Henry Jamest nevezi kedvenc regényírójának; különösen kedveli az Egy hölgy arcképe, A galamb szárnyai, A nagykövetek (The Ambassadors) és az Aranytál (The Golden Bowl) című írásokat. Tóibin A mester című regényében írta James kitalált történetét.
Később Thomas Mannról írt a The Magician című regényében. Különösen kedveli a A Buddenbrook házat – amelyet tizenéves korában olvasott először –, de olvasta a Varázshegyet, a Doktor Faustust és a Halál Velencében című novellát is.
Tóibin nem szépirodalmi műveire Joan Didion és Norman Mailer hatott. Debütáló regénye, a The South megjelenése után évtizedekkel azt mondta: „Ha ránézünk, azt látjuk, hogy a mondatszerkezet többé-kevésbé Didiontól származik”, és fenntartásait fejezte ki a minőségével kapcsolatban.
1972 júliusában, 17 évesen nyári munkát vállalt pultosként a Waterford megyei Tramore-ban, a Grand Hotelben, ahol este hattól hajnali kettőig dolgozott. Napjait a tengerparton töltötte, és a The Essential Hemingwayt olvasta, amelynek „tengervíztől foltos lapjai” még mindig megvannak. A könyv hatására kezdett el rajongani Spanyolországért, vágyat érzett, hogy ellátogasson abba az országba, és „a prózáról mint valami elbűvölő, okos és formás dologról, valamint a regénybeli karakterről mint valami furcsán titokzatos, szimpátiára és csodálatra méltó, de egyben megfoghatatlan dologról. És mindenekelőtt a mondatok és ritmusuk puszta élvezetét, és azt a rengeteg érzelmet, ami abban él, ami nem volt kimondva, ami a szavak és a mondatok között volt”.
Eavan Boland bevezette őt Louise Glück költészetébe, miközben Boland és Tóibín együtt voltak a Stanfordon a 2000-es években. Tóibín 2017-ben azt nyilatkozta, hogy „van néhány könyvem, amit azóta írtam, és nem hiszem, hogy meg tudtam volna írni, ha nem lett volna ez a találkozás”. Amikor Glück megkapta a 2020-as irodalmi Nobel-díjat, Tóibín azonnal írt róla egy dicsérő cikket, amelyet meg is jelentetett.

## Írás
Tóibín azt mondta, hogy írása a csendből fakad. Nem kedveli a történeteket, és nem tekinti magát mesélőnek. Azt mondta: „Egy regényt befejezni majdnem olyan, mint elaltatni egy gyereket - nem lehet hirtelen csinálni.” Amikor az első vázlaton dolgozik, csak a lap jobb oldalát fedi le; később a lap bal oldalán végez átírást. Egy másik szobában tart egy szövegszerkesztőt, amelyre később átviszi az írást.
Nagy kellemetlenséggel írja 2017-ben: „Fájdalmat kell érezned, és a vállaidnak be kell görnyedniük - magadból kell kihúznod a dolgokat. Nem lehetsz túl kényelmes.”
1990-ben megjelent The South című regényét a The Heather Blazing (1992), The Story of the Night (1996) és The Blackwater Lightship (1999) követte. Ötödik regénye, a The Master (2004) Henry James belső életének fiktív beszámolója. Cynthia Ozick amerikai írónő azt mondta, hogy „a mesék első utalásainak vagy érzéseinek visszaadása, ahogyan azok James gondolataiban kialakulnak, maga is az írói varázslás egyik példája”. 2009-ben kiadta a Brooklynt, amiből 2015-ben film is készült. Főszereplője Eilis Lacey, aki Írországból vándorol Brooklynba. 2012-ben Tóibín kiadta a The Testament of Mary-t, 2014-ben pedig a Nora Webster-t, egy Wexfordban megözvegyült, gyászos időszakon át küzdő négygyermekes anyáról készült portrét. 2024 májusában adták ki a Brooklyn folytatását Long Island címmel, amelyet a Guardian beszámolója szerint „a finomság és az intelligencia mesterkurzusa”. A regény Eilis Laceyt követi, amint visszatér Enniscorthyba.
Két novellagyűjteményt írt. 2006-ban jelent meg első, a Mothers and Sons, amely – ahogy a neve is sugallja – az anyák és fiaik kapcsolatát kutatja, és kedvező kritikát kapott (többek között Pico Iyertől a The New York Times-ban). Második gyűjteménye, The Empty Family címmel 2010-ben jelent meg. A 2011-es Frank O'Connor Nemzetközi novelladíjra jelölték.
Tóibín számos non-fiction könyvet írt, köztük a Bad Blood: A Walk Along the Irish Border (1994) (újranyomva az 1987-es eredeti kiadásból) és a The Sign of the Cross: Travels in Catholic Europe (1994). Írt többek között a London Review of Books, a The New York Review of Books és a The Dublin Review számára. Arra a kérdésre, hogy 2021-ben hány cikket írt, Tóibín bizonytalan volt: „Azt hiszem, ezrek lehetnek pontosak.” Cikkírása is hozzájárult irodalomkritikusi hírnevéhez; könyvet szerkesztett Paul Durcanről, The Kilfenora Teaboy  (1997), valamint a The Penguin Book of Irish Fiction (1999), Carmen Callillel pedig megírta a The Modern Library: A 200 legjobb angol nyelvű regény 1950 óta (1999) című esszét. Írt egy esszégyűjteményt Szerelem sötét időkben: Meleg életek Wilde-tól Almodóvarig (2002), valamint egy tanulmányt Lady Gregoryról, Lady Gregory fogkeféje (2002). Új utak az anyád megölésére: Írók és családjaik című 2012-es esszégyűjteményében többek között James Baldwin, J. M. Synge és W. B. Yeats életrajzát tanulmányozza. 2015-ben kiadta az On Elizabeth Bishop (Elizabeth Bishopról) című kritikai tanulmányt, amely kétszer is bekerült a The Guardian 2015. évi legjobb könyvei közé. 2016 júniusában Tóibín a „Breaking the Silence” szervezet projektjének részeként Izraelbe látogatott, hogy cikket írjon egy, az izraeli megszállásról szóló könyvhöz a hatnapos háború 50. évfordulója alkalmából. A könyvet Michael Chabon és Ayelet Waldman szerkesztette, és 2017 júniusában jelent meg Olajfák és hamu királysága: írók szembeszállnak a megszállással címmel.
Beauty in a Broken Place című darabját 2004 augusztusában mutatták be Dublinban. Először a wexfordi középiskolában írt verset. 2011-ben a The Times Literary Supplement megjelentette „Cush Gap, 2007” című versét. A The New York Review of Books 2021. decemberi számában megjelent az „Father & Son” című verse, amely talán önéletrajzi ihletésű, mivel a második versszakban a fiú dadogásának leírása - különösen a kemény mássalhangzóknál - hasonlít Tóibín saját dadogásának leírásához.
Személyes feljegyzéseit és munkafüzeteit az Ír Nemzeti Könyvtárban helyezik letétbe.

## Előadás
Tóibín vendégprofesszor volt a Stanford Egyetemen, az austini Texasi Egyetemen és a Princetoni Egyetemen. Számos más egyetemen is tartott előadásokat, köztük a Middlebury College-ban, a Boston College-ban, a New York Egyetemen, a Maryland-i Loyola Egyetemen és a College of the Holy Cross-on. 2017-ben a Georgia állambeli Athensben tartott előadást a Georgiai Egyetem Globális Megértés Tanszékén. A Manchesteri Egyetem kreatív írásának professzora volt, Martin Amis utódjaként, jelenleg pedig a Columbia Egyetemen tanít.
Tóibín így kommentálta a meleg diákok hiányát az előadásain: „Nem vagyok Edmund White. 'Az anyám olvassa a könyvedet' – ezt sokszor hallom”.
2015-ben, az írországi házasságról szóló népszavazás előtt, Tóibín előadást tartott „A szerelem ölelése: melegnek lenni Írországban most” címmel a Trinity Hallban, amelyben Roger Casement naplóit, Oscar Wilde, John Broderick és Kate O'Brien munkásságát, valamint David Norris szenátor 1980-as évekbeli felsőbírósági csatározásait mutatta be.
2017-ben nevezték ki a Liverpooli Egyetem kancellárjává.

## Kiadói impresszum
Tóibín ügynökével, Peter Straus-szal közösen vezeti a dublini székhelyű kiadót, a Tuskar Rock Presst.

## Témák
Tóibín munkássága több fő témát dolgoz fel: az ír társadalom ábrázolása, a száműzetésben élés, a katolicizmus öröksége, az alkotás folyamata, a személyes identitás megőrzése, a férfiasság, az apaság és a homoszexuális identitás, valamint a veszteséggel szembesülő személyes identitás. A „wexfordi” regények (The Heather Blazing és The Blackwater Lightship) Tóibín szülővárosát, Enniscorthyt használják elbeszélői anyagként, Írország történelmével és apja halálával együtt. Önéletrajzi beszámolója és elmélkedése erről az epizódról a The Sign of the Cross (A kereszt jele) című non-fiction könyvben olvasható. 2009-ben jelent meg a Brooklyn című regénye, amely egy Enniscorthyból Brooklynba kivándorló nőről szól; e regény szereplői megjelennek a Nora Websterben is, amelyben a fiatal Donal karaktere mintha részben Colm saját gyermekkorán alapulna. Két másik regény, The Story of the Night és The Master olyan szereplők körül forog, akiknek homoszexuális identitással kell megküzdeniük, és nagyrészt Írországon kívül játszódik, egy szereplőnek pedig meg kell küzdenie a külföldi életével. Első regénye, The South, úgy tűnik, mindkét műfaj összetevőit tartalmazza. A The Heather Blazinggel együtt olvasható a Wexford megyei protestáns és katolikus örökség diptichonjaként, vagy a „külföldön élő” regényekkel együtt csoportosítható. Egy harmadik téma, amely összeköti A Dél-t és A lángoló Heather-t, az alkotás témája, az első esetben a festészeté, a másodikban pedig a bírói ítélet gondos megfogalmazása. Ez a harmadik tematikus vonal a The Master-ben, az identitásról szóló tanulmányban csúcsosodott ki, amelyet egy ugyanerről szóló, Love in a Dark Time című tényirodalmi könyv előzött meg. A Mothers and Sons című novelláskötet családi témákkal foglalkozik, mind Írországban, mind Katalóniában, valamint a homoszexualitással. Ahogy a The New Yorker 2021-ben írta, szereplői „óvatosak a beszélgetésekben, minden egyes kijelentésük fontossággal terhes... [regényei] jellemzően egy befejezetlen harcot ábrázolnak azok között, akik tudják, mit éreznek, és azok között, akik nem, azok között, akik megtalálták a feszes békét önmagukban, és azok között, akik továbbra is bizonytalanok. Prózája takarékos gesztusokra és a hallgatás pillanataira támaszkodik, és nagyrészt nélkülözi a metaforákat és a magyarázatokat”.
Tóibín több regényben is megírta a melegszexet, a Brooklyn pedig tartalmaz egy heteroszexuális szexjelenetet, amelyben a hősnő elveszti szüzességét.
Bernard L. Schwartz a The Magician megjelenése után tájékoztatta Tóibint, hogy nyolc regényében szerepel: „valaki, aki hideg vízben úszik, és habozik, mielőtt bemegy” – Thomas Mann-t, a The Magician főhősét a Balti-tengerbe úszni küldött. Tóibín ezt korábban nem vette észre.

## Díjak és kitüntetések
Tóibín művésztársai beválasztották Aosdánába, amelyet a Művészeti Tanács támogat.
A Művészeti Tanács igazgatója, Mary Cloake „a kisebbségek bajnokának” nevezte Tóibint, amikor átvette a 2011-es ír PEN-díjat.
Tóibin 2017-ben kifogásolta egy művészeti tanácsi levél megfogalmazását, amely megkísérelte szabályozni a művészeket, és arra kényszeríteni őket, hogy állandó alkotást állítsanak elő, ha alapjövedelmet akarnak fizetni (amit akkor is megvonnának, ha „átmenetileg egészségi állapota miatt cselekvőképtelen.") Tóibín ezt írta: „Az első probléma ezzel, és biztos vagyok benne, hogy önök is egyetértenek velem, az, hogy a „produktív gyakorlatot folytató dolgozó művészek” kifejezés furcsán hangzik észak-koreaiul, vagy olyan, mintha Sztálin használhatta volna a Szovjetunióban az ellenszegülő parasztokra." Tóibín megjegyezte, hogy W. B. Yeats szívbetegségben szenvedett, ami későbbi életében munkaképtelenné tette, mégis napokkal halála előtt megírta a „Cuchulain Comforted” című versét, amelyet Tóibín „az angol nyelv egyik legnagyobb versének” nevezett. Tóibín a Művészeti Tanácstól is érdeklődött: James Joyce esetében, aki 1922 és 1939 között semmit sem "termelt", mit tett volna?” Személyes tapasztalataira hivatkozott egy másik íróval: „Felhívom a figyelmet arra, hogy John McGahern 1979 és 1990 között nem publikált regényt. Tudom, mert ezeknek az éveknek egy részében rendszeres kapcsolatban voltam vele, hogy mennyit küzdött, de nem "gyártott" regényt... Tényleg "auditorokat" küldött volna le Leitrimbe, hogy "mintavételes ellenőrzést" végezzenek arról, amit csinált?” - mondta.
2011-ben John Naughton, a The Observer munkatársa felvette Tóibínt Nagy-Britannia háromszáz „kulturális diskurzusunkat vezető közszereplője” listájára – annak ellenére, hogy Tóibín, akárcsak Naughton, ír:
- 1993: Encore Award for a second novel, The Heather Blazing[63]
- 1999: Booker Prize shortlist, for The Blackwater Lightship[63]
- 2001: International Dublin Literary Award shortlist, for The Blackwater Lightship[64]
- 2004: Booker Prize shortlist, for The Master[63]
- 2004: Los Angeles Times Book Prize for Fiction, for The Master[65]
- 2004: The New York Times, as one of the ten most notable books of the year, for The Master[63]
- 2005: Lambda Literary Award, for The Master[66]
- 2005: Stonewall Book Award, for The Master[67]
- 2006: International Dublin Literary Award, for The Master[63]
- 2007: Elected Fellow of the Royal Society of Literature[68]
- 2008: Honorary degree of Doctor of Letters (D.Litt.) from the University of Ulster, in recognition of his contribution to contemporary Irish literature[11]
- 2009: Booker Prize longlist, for Brooklyn[69]
- 2009: Costa Novel Award, for Brooklyn[70]
- 2010: Awarded the 38th annual AWB Vincent American Ireland Fund Literary Award[63]
- 2011: International Dublin Literary Award shortlist, for Brooklyn[71]
- 2011: Irish PEN Award, for contribution to Irish literature[54]
- 2011: Frank O'Connor International Short Story Award shortlist, for The Empty Family.[39][72][73]
- 2013: Booker Prize shortlist, for The Testament of Mary[74]
- 2014: Named as a trustee to The Griffin Trust For Excellence in Poetry, which awards the Griffin Poetry Prize
- 2015: Hawthornden Prize, for Nora Webster[75]
- 2017: The Dayton Literary Peace Prize Richard C. Holbrooke Distinguished Achievement Award[76]
- 2017: Honorary doctorate from the Open University, for services to the arts and sciences[77]
- 2017: The Kenyon Review Award for Literary Achievement[32]
- 2019: Premio Malaparte (Italy)[78]
- 2019: Bob Hughes Lifetime Achievement Award[79]
- 2021: Notable Book, Critics' Top Book, and Top 10 Book of Historical Fiction by The New York Times, for The Magician[80]
- 2021: Best Book of the Year by NPR, The Washington Post and The Wall Street Journal, for The Magician[80]
- 2021: David Cohen Prize for Literature[81]
- 2022: Folio Prize, for The Magician[82]

## Könyvei

### Regények
- The South, Serpent's Tail, 1990, ISBN 978-0-330-32333-8
- The Heather Blazing, Picador, 1992, ISBN 978-0-330-32125-9
- The Story of the Night, Picador, 1996, ISBN 978-0-330-34017-5
- The Blackwater Lightship, McClelland and Stewart, 1999, ISBN 978-0-7710-8561-1
- The Master, Picador, 2004, ISBN 978-0-330-48565-4
- Brooklyn, Dublin: Tuskar Rock Press, 2009, ISBN 978-3-446-23566-3
- The Testament of Mary, Viking, 2012, ISBN 978-1451688382
- Nora Webster, Scribner, 2014, ISBN 978-1439138335
- House of Names, Scribner, 2017, ISBN 978-1501140211
- The Magician, Scribner, 2021, ISBN 978-0241004616
- Long Island: A Novel, Picador, 2024, ISBN 978-1-03-502944-0; Scribner, 2024, ISBN 978-1-4767-8511-0

### Novellák
Gyűjtemények
- Mothers and Sons, Picador, 2006, ISBN 978-0-330-44182-7
- The Empty Family, Penguin/Viking, 2010, ISBN 978-0-670-91817-1

Történetek
- "Barcelona, 1975", 2005, The Dublin Review[83] (On the first orgy that Toibín attended at the age of twenty, at the house of an older painter. "The story is entirely real", Tóibín later said.[9])
- "One Minus One", 2007, Tóibín, Colm. One Minus One, 78–83. o. (2007. április 30.) (About the death of his mother[9])
- "Sleep", 2015, Tóibín, Colm. Sleep, 78–83. o. (2015. március 23.)
- "Summer of '38", 2013, Tóibín, Colm. Summer of '38, 58–65. o. (2013. március 4.)

### Non-fiction
- Walking Along the Border, With photographs by Tony O'Shea, London: Macdonald (1987). ISBN 9780356172484 (republished in 1994 without photographs as Bad Blood: A Walk Along the Irish Border).
- Martyrs and Metaphors, Letters from the New Island, vol. 1, no. 2., Dublin: Raven Arts Press, 1987, ISBN 978-1-85186-036-4
- The Trial of the Generals: Selected Journalism, 1980–1990, Dublin: Raven Arts Press, 1990, ISBN 978-1-85186-081-4
- Homage to Barcelona, Simon & Schuster, 1990, ISBN 978-0-671-71061-3 (revised edition Picador, 2002, ISBN 978-0-330-37356-2)
- Dubliners, London: Macdonald, 1990, ISBN 0-356-17641-X
- Bad Blood: A Walk Along the Irish Border, Picador, 1994, ISBN 978-0-330-52097-3
- The Sign of the Cross: Travels in Catholic Europe, Jonathan Cape, 1994, ISBN 978-0-224-03767-9
- Tóibín, Colm, ed. (1995), The Guinness Book of Ireland, Guinness World Records, ISBN 978-0-85112-597-8
- Tóibín, Colm, ed. (1996), The Kilfenora Teaboy: A Study of Paul Durcan, New Island Books, ISBN 978-1-874597-31-5
- Tóibín, Colm & Callil, Carmel (1999), The Modern Library: The Two Hundred Best Novels in English Since 1950, Picador, ISBN 978-0-330-34182-0
- Tóibín, Colm, ed. (1999), The Penguin Book of Irish Fiction, Penguin/Viking, ISBN 978-0-670-85497-4
- Love in a Dark Time: Gay Lives From Wilde to Almodovar, Picador, 2002, ISBN 978-0-330-49137-2 (First English edition; Australian edition published 2001)
- The Irish Famine. A Documentary. With Diarmaid Ferriter(wd), Profile Books Limited, 2001. ISBN 9781861972491
- Lady Gregory's Toothbrush, University of Wisconsin Press, 2002, ISBN 978-0-299-18000-3
- Schneider, Gregor; O'Hagan, Andrew & Tóibín, Colm (2004), Die Familie Schneider, Artangel, ISBN 978-3-86521-236-8
- The Use of Reason, Picador, 2006, ISBN 978-0-330-44573-3[84]
- Sean Scully: Walls of Aran, Thames & Hudson, 2007, ISBN 978-0-500-54339-9[85]
- A Guest at the Feast. A Memoir, Penguin, 2011, ISBN 978-0-241-96229-9[86]
- New Ways to Kill Your Mother: Writers and their Families, Penguin, 2012, ISBN 978-1-4516-6855-1
- On Elizabeth Bishop, Princeton University Press, 2015, ISBN 9780691154114
- Mad, Bad, Dangerous to Know: The Fathers of Wilde, Yeats, and Joyce, Scribner, 2018, ISBN 978-1476785172
- A Guest at the Feast: Essays, Viking, 2022, ISBN 9780241004630
- "Freud and the Writers", in Blauner, Andrew, ed., On the Couch: Writers Analyze Sigmund Freud, Princeton and Oxford: Princeton University Press, 2024, ISBN 9780691242439

### Könyvismertetők
- 2018 Tóibín, Colm. The Heart of Conrad, 8–11. o. (2018. február 22.) (Jasanoff, Maya. The Dawn Watch: Joseph Conrad in a Global World. Penguin)

### Magyarul
- Mária testamentuma (The Testament of Mary) – Park, Budapest, 2015 · ISBN 9789633551882 · Fordította: Szabó Herta
- Brooklyn (Eilis Lacey 1.) – Park, Budapest, 2016 · ISBN 9789633552667 · Fordította: Greskovits Endre
- Nora Webster (Nora Webster) – Park, Budapest, 2018 · ISBN 9789633553732 · Fordította: Kada Júlia
- A blackwateri világítóhajó (The Blackwater Lightship) – Park, Budapest, 2019 · ISBN 9789633554784 · Fordította: Greskovits Endre
- Long Island (Eilis Lacey 2.) – Park, Budapest, 2024 · ISBN 9789636330996 · Fordította: Kada Júlia

## Filmek
- 2017 Return to Montauk[87]
- 2015 Brooklyn

## Fordítás
- Ez a szócikk részben vagy egészben  a   Colm Tóibín című angol Wikipédia-szócikk fordításán alapul.  Az eredeti cikk szerkesztőit annak laptörténete sorolja fel. Ez a jelzés csupán a megfogalmazás eredetét és a szerzői jogokat jelzi, nem szolgál a cikkben szereplő információk forrásmegjelöléseként.